# Meer van Echternach
Het meer van Echternach (Duits: Echternacher See, Frans: Lac d'Echternach) is een meer van ongeveer 30 ha ten zuiden van de Luxemburgse plaats Echternach. Het recreatiemeer is een vrij toegankelijk meer waar men kan vissen, zonnebaden, en waterfietsen kan huren. Zwemmen is niet toegestaan.
Aan het meer is een museum gelegen en zijn de restanten van een Romeinse villa te bezichtigen.

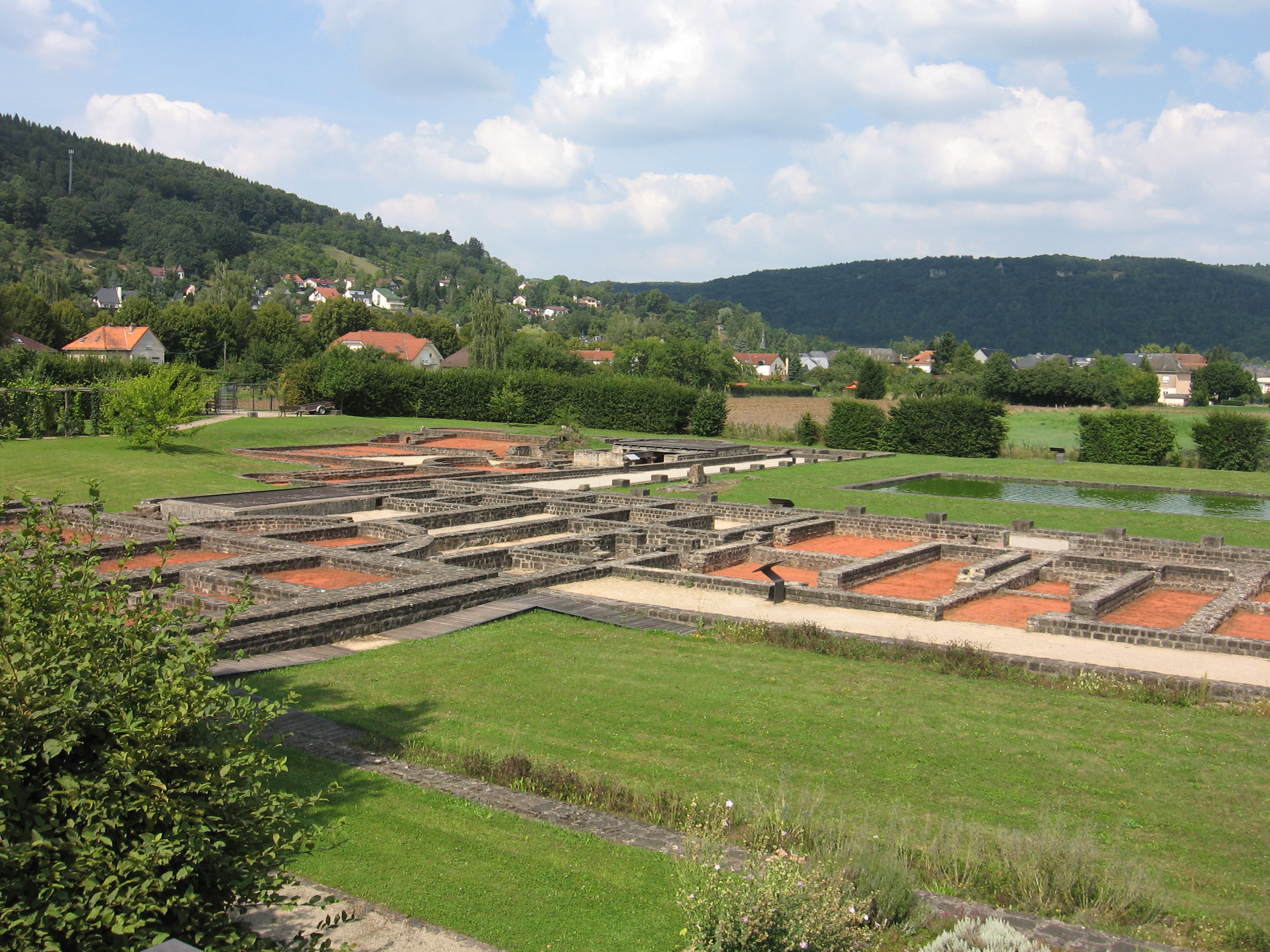
Romeinse villa, ontdekt in 1976